# Nederland op de Olympische Zomerspelen 1908
Nederland nam deel aan de Olympische Zomerspelen 1908 in Londen, Engeland. Het was de tweede deelname. Slechts het herenvoetbalteam en de mannen vier zonder stuurman (roeien) wonnen bronzen medailles.

## Medailleoverzicht
| Sport   | Olympiër                                                    | Discipline  | Medaille |
| ------- | ----------------------------------------------------------- | ----------- | -------- |
| Roeien  | Hermannus Höfte Albertus Wielsma Johan Burk Bernardus Croon | vier-zonder | Brons    |
| Voetbal | Olympisch team                                              | mannen      | Brons    |

## Overzicht per sport
| Sport       | Deelnemers | Goud | Zilver | Brons | Totaal |
| ----------- | ---------- | ---- | ------ | ----- | ------ |
| Atletiek    | 19         |      |        |       | '      |
| Roeien      | 4          |      |        | 1     | 1      |
| Schermen    | 13         |      |        |       | '      |
| Schietsport | 17         |      |        |       | '      |
| Tennis      | 2          |      |        |       | '      |
| Turnen      | 22         |      |        |       | '      |
| Voetbal     | 12         |      |        | 1     | 1      |
| Waterpolo   | 7          |      |        |       | '      |
| Wielrennen  | 5          |      |        |       | '      |
| Worstelen   | 9          |      |        |       | '      |
| Zwemmen     | 3          |      |        |       | '      |
| Totaal      | 113        | 0    | 0      | 2     | 2      |

## Resultaten per onderdeel

### Atletiek
| Olympiër                                             | Discipline                  | Resultaat    | Prestatie                                        |
| ---------------------------------------------------- | --------------------------- | ------------ | ------------------------------------------------ |
| Victor Henny                                         | 100m (m)                    | serie        | serie 1: (3e tijd)                               |
| Victor Henny                                         | 200m (m)                    | serie        | serie 1: (2e tijd)                               |
| Victor Henny                                         | 400m (m)                    | serie        | serie 7: (4e tijd)                               |
| Jacobus Hoogveld                                     | 100m (m)                    | serie        | serie 9: (3e tijd)                               |
| Jacobus Hoogveld                                     | 200m (m)                    | serie        | serie 15: (3e tijd)                              |
| Jacobus Hoogveld                                     | 400m (m)                    | serie        | serie 16: (2e tijd)                              |
| Jacobus Hoogveld                                     | verspringen (m)             | 21-32        | afstand onbekend                                 |
| Jacobus Hoogveld                                     | verspringen uit stand (m)   | 8-25         | afstand onbekend                                 |
| Evert Koops                                          | 100m (m)                    | serie        | serie 3: (4e tijd)                               |
| Evert Koops                                          | 200m (m)                    | serie        | serie 3: (4e tijd)                               |
| Evert Koops                                          | 400m horden (m)             | halve finale | serie 1: geen tegenstander HF 1: niet gefinisht  |
| Evert Koops                                          | verspringen uit stand (m)   | 8-25         | afstand onbekend                                 |
| Ernestus Greven                                      | 100m (m)                    | serie        | serie 4 (5e tijd)                                |
| Ernestus Greven                                      | 200m (m)                    | serie        | serie 6: (3e tijd)                               |
| Cornelis den Held                                    | 200m (m)                    | serie        | serie 12: (4e tijd)                              |
| Cornelis den Held                                    | 400m (m)                    | serie        | serie 12: (2e tijd)                              |
| Henk van der Wal                                     | 200m (m)                    | serie        | serie 2: (3e tijd)                               |
| Henk van der Wal                                     | 400m (m)                    | serie        | serie 14: (4e tijd)                              |
| Henk van der Wal                                     | 800m (m)                    | halve finale | HF 1: (6e tijd)                                  |
| Bram Evers                                           | 400m (m)                    | serie        | serie 15: (3e tijd)                              |
| Bram Evers                                           | 800m (m)                    | halve finale | HF 7: (6e tijd)                                  |
| Bram Evers                                           | verspringen (m)             | 21-32        | afstand onbekend                                 |
| Bram Evers                                           | polsstokhoogspringen (m)    | 15e          | 2,82m                                            |
| Bram Evers                                           | verspringen uit stand (m)   | 8-25         | afstand onbekend                                 |
| Arie Vosbergen                                       | 800m (m)                    | halve finale | HF 6: (4e tijd)                                  |
| Arie Vosbergen                                       | 1500m (m)                   | halve finale | HF 6: (3e tijd)                                  |
| Arie Vosbergen                                       | 5 mijl (m)                  | halve finale | HF 5: niet gefinisht                             |
| Arie Vosbergen                                       | marathon (m)                | -            | niet gefinsht                                    |
| Jacques Keyser                                       | 1500m (m)                   | halve finale | HF 1: (9e tijd)                                  |
| Jacques Keyser                                       | 5 mijl (m)                  | halve finale | HF 4: niet gefinisht                             |
| Evert Koops Jacobus Hoogveld Victor Henny Bram Evers | Olympische estafette (m)    | halve finale | HF 2: (2e tijd)                                  |
| Arie Vosbergen Willem Wakker Wim Braams              | 3mijl team (m)              | -            | 17.15,8 7 punten 17.46,4 8 punten niet gefinisht |
| Willem Wakker                                        | 5 mijl (m)                  | halve finale | HF 2: niet gefinisht                             |
| Willem Wakker                                        | marathon (m)                | 20e          | 3:28.49,0                                        |
| Wim Braams                                           | 5 mijl (m)                  | halve finale | HF 3: niet gefinisht                             |
| Wim Braams                                           | marathon (m)                | -            | niet gefinsht                                    |
| George Buff                                          | marathon (m)                | -            | niet gefinsht                                    |
| Willem Frederik Theunissen                           | marathon (m)                | -            | niet gestart                                     |
| Jo Goetzee                                           | 3500 meter snelwandelen (m) | halve finale | HF 1: 17.37,8 (7e tijd)                          |
| Jo Goetzee                                           | 10 mijl snelwandelen (m)    | -            | HF 1: niet gefinisht                             |
| Johan Huijgen                                        | 3500 meter snelwandelen (m) | halve finale | HF 3: 17.37,8 (7e tijd)                          |
| Johan Huijgen                                        | 10 mijl snelwandelen (m)    | -            | HF 2: niet gefinisht                             |
| Willem Winkelman                                     | 3500 meter snelwandelen (m) | halve finale | HF 2: 17.57,6 (4e tijd)                          |
| Willem Winkelman                                     | 10 mijl snelwandelen (m)    | -            | HF 1: niet gefinisht                             |
| Petrus Ruimers                                       | 3500 meter snelwandelen (m) | halve finale | HF 2: 18.44,6 (6e tijd)                          |
| Petrus Ruimers                                       | 10 mijl snelwandelen (m)    | 14e          | HF 2: 1:27.38,8 (7e tijd)                        |
| Piet Soudijn                                         | 10 mijl snelwandelen (m)    | -            | HF 1: niet gefinisht                             |
| Herman van Leeuwen                                   | hoogspringen (m)            | 19e          | 1,65m                                            |
| Coenraad Van Veenhuijsen                             | polsstokhoogspringen (m)    | 14e          | 2,89m                                            |

### Roeien
Namens Nederland kwam alleen de vier-zonder-stuurman aan de start. Zij wonnen brons.
| Olympiër                                                    | Discipline      | Resultaat | Prestatie       |
| ----------------------------------------------------------- | --------------- | --------- | --------------- |
| Hermannus Höfte Albertus Wielsma Johan Burk Bernardus Croon | vier-zonder (m) | Brons     | HF 2: (2e tijd) |

### Schermen
| Olympiër                                                           | Discipline     | Resultaat    | Prestatie                                                                             |
| ------------------------------------------------------------------ | -------------- | ------------ | ------------------------------------------------------------------------------------- |
| Jan de Beaufort                                                    | sabel (m)      | Eerste ronde | Eerste ronde: 2-4 (5e in M)                                                           |
| Willem Hubert van Blijenburgh                                      | degen (m)      | Eerste ronde | Eerste ronde: 1-6 (7e in G)                                                           |
| Willem Hubert van Blijenburgh                                      | sabel (m)      | Tweede ronde | Eerste ronde: 3-2 (3e in I) Tweede ronde: 1-3 (3e in 6)                               |
| Jetze Doorman                                                      | degen (m)      | Tweede ronde | Eerste ronde: 4-1 (1e in J) Tweede ronde: 2-2 (3e in 1)                               |
| Jetze Doorman                                                      | sabel (m)      | 7e           | Eerste ronde: 3-2 (2e in A) Tweede ronde: 2-2 (2e in 7) HF: 5-2 (1e in 2) Finale: 1-6 |
| Max Dwinger                                                        | degen (m)      | Eerste ronde | Eerste ronde: 2-4 (4e in C)                                                           |
| Arie de Jong                                                       | sabel (m)      | Tweede ronde | Eerste ronde: 2-1 (1e in E) Tweede ronde: 1-3 (4e in 3)                               |
| Gustaaf van Hulstijn                                               | sabel (m)      | Tweede ronde | Eerste ronde: 4-1 (2e in K) Tweede ronde: niet gestart                                |
| Alfred Labouchere                                                  | degen (m)      | 5e           | Eerste ronde: 5-1 (1e in H) Tweede ronde: 2-2 (2e in 7) HF: 4-3 (2e in 1) finale: 2-5 |
| Alfred Labouchere                                                  | sabel (m)      | Tweede ronde | Eerste ronde:4-1 (1e in C) Tweede ronde: 1-3 (3e in 6)                                |
| Maurits van Löben Sels                                             | degen (m)      | Eerste ronde | Eerste ronde: 3-6 (7e in E)                                                           |
| Maurits van Löben Sels                                             | sabel (m)      | Eerste ronde | Eerste ronde: 0-4 (5e in F)                                                           |
| Simon Okker                                                        | degen (m)      | Eerste ronde | Eerste ronde: 3-2 (4e in K)                                                           |
| Lion van Minden                                                    | sabel (m)      | Eerste ronde | Eerste ronde: 2-3 (4e in G)                                                           |
| Johan van Schreven                                                 | degen (m)      | Eerste ronde | Eerste ronde: 4-4 (4e in B)                                                           |
| Johan van Schreven                                                 | sabel (m)      | Eerste ronde | Eerste ronde: 3-4 (4e in J)                                                           |
| George van Rossem                                                  | degen (m)      | Eerste ronde | Eerste ronde: 2-6 (7e in D)                                                           |
| George van Rossem                                                  | sabel (m)      | Tweede ronde | Eerste ronde: 4-1 (1e in L) Tweede ronde: 2-2 (3e in 2)                               |
| Richard Schoemaker                                                 | sabel (m)      | Tweede ronde | Eerste ronde: 2-2 (2e in D) Tweede ronde: 2-2 (3e in 1)                               |
| Jetze Doorman Arie de Jong Alfred Labouchere George van Rossem     | degen team (m) | 9e           | voorronde: 7-9 Nederland - Groot-Brittannië                                           |
| Jetze Doorman Ariede Jong Maurits van Löben Sels George van Rossem | sabel team (m) | 6e           | KW: 8-9 Nederland - Bohemen                                                           |

### Schieten
| Olympiër | Discipline                 | Resultaat | Prestatie |
| --- | -------------------------- | --------- | --- |
| Pieter van Waas | 300 meter, vrij geweer (m) | 22e       | staand: 188 punten geknield: 285 punten liggend: 295 punten totaal 768 punten                                                                    |
| Petrus ten Bruggen Cate | 300 meter, vrij geweer (m) | 32e       | staand: 216 punten geknield: 238 punten liggend: 271 punten totaal 726 punten                                                                    |
| Petrus ten Bruggen Cate | pistool (m)                | 24e       | 421 punten |
| Gerard van den Bergh Christiaan Brosch Cornelis van Altenburg Antonie de Gee Uilke Vuurman Pieter Jan Brussaard                                        | team vrij geweer (m)       | 7e        | totaal staand: 965 punten totaal geknield: 1427 punten totaal liggend: 1738 eindtotaal: 4130                                                     |
| Gerard van den Bergh | pistool (m)                | 40e       | 343 punten |
| Jan de Blécourt | pistool (m)                | 36e       | 381 punten |
| Christiaan Brosch | pistool (m)                | 41e       | 337 punten |
| Antonie de Gee | pistool (m)                | 43e       | 226 punten |
| Jacob van der Kop | pistool (m)                | 12e       | 447 punten |
| Jacob van der Kop Gerard van den Bergh Jan de Blécourt Petrus ten Bruggen Cate                                                                         | pistool team (m)           | 6e        | Jacob van der Kop: 449 punten Gerard van den Bergh: 401 punten Jan de Blécourt 398 punten Petrus ten Bruggen Cate 384 punten totaal: 1632 punten |
| Romain de Favauge | trap (m)                   | 22e       | 29 punten |
| Jacob Laan | trap (m)                   | 14e       | 48 punten |
| Cornelis Viruly | trap (m)                   | 26e       | 21 punten |
| Eduardus van Voorst tot Voorst | trap (m)                   | 15e       | 47 punten |
| Franciscus van Voorst tot Voorst | trap (m)                   | 15e       | 47 punten |
| John Wilson | trap (m)                   | 7e        | 48 punten |
| Eduardus van Voorst tot Voorst Cornelis Viruly Franciscus van Voorst tot Voorst Rudolph Theodorus van Pallandt van Eerde Romain de Favauge John Wilson | trap team (m)              | 4e        | 174 punten |

### Tennis
| Olympiër                                | Discipline     | Resultaat | Prestatie                                                                              |
| --------------------------------------- | -------------- | --------- | -------------------------------------------------------------------------------------- |
| Christiaan van Lennep                   | enkelspel (m)  | 1/32F     | 1/32F: verloor van Powell Canada 4-6, 1-6, 2-6                                         |
| Roelof van Lennep                       | enkelspel (m)  | 1/16F     | 1/32: vrijgeloot 1/16F: verloor van Foulkes Canada 2-6, 4-6, 3-6                       |
| Christiaan van Lennep Roelof van Lennep | dubbelspel (m) | 1/8F:     | 1/8F: verloren van Clement Cazalet & Charles Dixon Groot-Brittannië 4-6, 0-6, 6-3, 2-6 |

### Turnen
| Olympiër | Discipline      | Resultaat | Prestatie |
| --- | --------------- | --------- | --------- |
| Michel Biet | Mannen meerkamp | 49e       | 187,5     |
| Gerardus Wesling | Mannen meerkamp | 60e       | 165       |
| Reinier Blom | Mannen meerkamp | 61e       | 160,5     |
| Isidore Goudeket | Mannen meerkamp | 62e       | 159       |
| Johannes Stikkelman | Mannen meerkamp | 63e       | 159       |
| Emanuel Brouwer | Mannen meerkamp | 64e       | 158       |
| Johannes Posthumus | Mannen meerkamp | 66e       | 155,5     |
| Dirk Janssen | Mannen meerkamp | 69e       | 153,5     |
| Cornelus Becker | Mannen meerkamp | 71e       | 152,5     |
| Jan Janssen | Mannen meerkamp | 72e       | 150,5     |
| Jan Kieft | Mannen meerkamp | 74e       | 149,5     |
| Abraham Mok | Mannen meerkamp | 78e       | 141       |
| Hendricus Thijsen | Mannen meerkamp | 83e       | 127       |
| Johann Flemer | Mannen meerkamp | 90e       | 118,5     |
| Constantijn van Daalen | Mannen meerkamp | 93e       | 116,5     |
| Herman van Leeuwen | Mannen meerkamp | 95e       | 101       |
| Jonas Slier | Mannen meerkamp | 96e       | 96        |
| Cornelus Becker Michel Biet Jan de Boer Reinier Blom Jan Bolt Emanuel Brouwer Constantijn van Daalen Johann Flemer Johannes Göckel Isidore Goudeket, Dirk Janssen Jan Kieft Salomon Konijn Herman van Leeuwen Abraham Mok Abraham de Oliveira Johannes Posthumus Johan Schmitt Jonas Slier Johannes Stikkelman Hendricus Thijsen Gerardus Wesling | Mannen team     | 7e        | 297       |

### Voetbal
Namens Nederland speelde het Nederlands voetbalelftal. In een veld van acht deelnemers won Nederland brons.
| Olympiër | Discipline | Resultaat | Prestatie                                                                            |
| --- | ---------- | --------- | ------------------------------------------------------------------------------------ |
| Reinier Beeuwkes Jan van den Berg Frans de Bruijn Kops Vic Gonsalves John Heijning Karel Heijting Jan Kok Bok de Korver Lo La Chapelle Miel Mundt Lou Otten Jops Reeman Toine van Renterghem Edu Snethlage Eetje Sol Jan Thomée Caius Welcker | team (m)   | Brons     | KF: vrijgeloot HF: 0-4 Nederland - Groot-Brittannië om brons: 2-0 Nederland - Zweden |

### Waterpolo
| Olympiër                                                                                    | Discipline | Resultaat | Prestatie                  |
| ------------------------------------------------------------------------------------------- | ---------- | --------- | -------------------------- |
| Bouke Benenga Johan Cortlever Jan Hulswit Eduard Meijer Karel Meijer Pieter Ooms Johan Rühl | team (m)   | 4e        | KF: 1-8 Nederland - België |

### Wielersport
| Olympiër                                                                       | Discipline               | Resultaat    | Prestatie                                           |
| ------------------------------------------------------------------------------ | ------------------------ | ------------ | --------------------------------------------------- |
| Gerard Bosch van Drakestein                                                    | 660 yards (m)            | serie        | serie 13: (2e tijd)                                 |
| Gerard Bosch van Drakestein                                                    | 5000m (m)                | 7e           | HF 4: 8.42,8 (1e tijd) finale: (7e tijd)            |
| Gerard Bosch van Drakestein                                                    | 20 km (m)                | halve finale | HF 2: (5e tijd)                                     |
| Gerard Bosch van Drakestein                                                    | 100 km (m)               | halve finale | HF 1: (7e-14e tijd)                                 |
| Gerard Bosch van Drakestein                                                    | sprint (m)               | serie        | serie: verloor van Victor Johnson Groot-Brittannië  |
| Georgius Damen                                                                 | 660 yards (m)            | serie        | serie 3: (3e tijd)                                  |
| Georgius Damen                                                                 | 5000m (m)                | halve finale | HF 5: (4e-9e tijd)                                  |
| Georgius Damen                                                                 | 20 km (m)                | halve finale | HF 1: (5e tijd)                                     |
| Georgius Damen                                                                 | 100 km (m)               | halve finale | HF 1: (7e-14e tijd)                                 |
| Antonie Gerrits                                                                | 660 yards (m)            | serie        | serie 11: (4e tijd)                                 |
| Antonie Gerrits                                                                | 5000m (m)                | halve finale | HF 2: (3e tijd)                                     |
| Antonie Gerrits                                                                | sprint (m)               | serie        | serie: verloor van J. L. Lavery Groot-Brittannië    |
| Dorus Nijland                                                                  | 660 yards (m)            | serie        | serie 1: (2e tijd)                                  |
| Dorus Nijland                                                                  | 5000m (m)                | halve finale | HF 6: (3e tijd)                                     |
| Dorus Nijland                                                                  | 20 km (m)                | halve finale | HF 3: (6e-7e tijd)                                  |
| Dorus Nijland                                                                  | 100 km (m)               | -            | HF 2: (niet gefinisht                               |
| Dorus Nijland                                                                  | sprint (m)               | serie        | serie: verloor van Ernest Payne Groot-Brittannië    |
| Johannes van Spengen                                                           | 660 yards (m)            | halve finale | serie 7: 58,2 (1e tijd) HF 1: (2e tijd)             |
| Johannes van Spengen                                                           | 5000m (m)                | 6e           | HF 1: 8.39,8 (1e tijd) finale: (6e tijd)            |
| Johannes van Spengen                                                           | 20 km (m)                | halve finale | HF 4: (6e-7e tijd)                                  |
| Johannes van Spengen                                                           | sprint (m)               | -            | serie 6: Tijdslimiet overschreden                   |
| Gerard Bosch van Drakestein Antonie Gerrits Dorus Nijland Johannes van Spengen | ploegenachtervolging (m) | 4e           | serie: geen tegenstander HF: verloren van Duitsland |

### Worstelen
| Olympiër            | Discipline                       | Resultaat | Prestatie |
| ------------------- | -------------------------------- | --------- | --- |
| Ulferd Bruseker     | Grieks-Romeins lichtgewicht      | 9e        | 1/16F: vrijgeloot 1/8F: verloor van Gustaf Malmström Zweden                                                                   |
| Jacob van Moppes    | Grieks-Romeins lichtgewicht      | 17e       | 1/16F: verloor van József Téger Hongarije                                                                                     |
| Jaap Belmer         | Grieks-Romeins middengewicht     | 5e        | 1/16F: versloeg Wilhelm Grundmann Duitsland 1/8F: versloeg Jaroslav Týfa Hongarije KF: verloor van Anders Andersen Denemarken |
| Aäron Lelie         | Grieks-Romeins middengewicht     | 9e        | 1/16F: vrijgeloot 1/8F: verloor van Axel Larsson Denemarken                                                                   |
| Jacobus Lorenz      | Grieks-Romeins middengewicht     | 9e        | 1/16F: vrijgeloot 1/8F: verloor van Anders Andersen Denemarken                                                                |
| Gerrit Duijm        | Grieks-Romeins middengewicht     | 17e       | 1/16F: verloor van Axel Larsson Denemarken                                                                                    |
| Jacob van Westrop   | Grieks-Romeins half zwaargewicht | 5e        | 1/16F: vrijgeloot 1/8F: versloeg Jussi Kivimäki Finland KF: verloor van Hugó Payr Hongarije                                   |
| Leendert van Oosten | Grieks-Romeins half zwaargewicht | 9e        | 1/16F: vrijgeloot 1/8F: verloor van Carl Jensen Denemarken                                                                    |
| Douwe Wijbrands     | Grieks-Romeins half zwaargewicht | 9e        | 1/16F: versloeg György Luntzer Hongarije 1/8F: verloor van Fritz Larsson Zweden                                               |

### Zwemmen
| Olympiër                 | Discipline     | Resultaat | Prestatie                  |
| ------------------------ | -------------- | --------- | -------------------------- |
| Bouke Benenga            | 100m vrij (m)  | serie     | serie 1: plaats 3-6        |
| Lambertus Benenga        | 100m vrij (m)  | serie     | serie 3: 1.13,2 (2e tijd)  |
| Friedrich Meuring        | 400m vrij (m)  | serie     | serie 7: plaats 4-5        |
| Eduard Meijer            | 1500m vrij (m) | -         | serie 5: niet gefinisht    |
| Pieter Ooms              | 1500m vrij (m) | serie     | serie 2: 27.24,4 (3e tijd) |
| Johan Cortlever          | 100m rug (m)   | serie     | serie 7: (2e tijd)         |
| Bartholomeus Roodenburch | 100m rug (m)   | serie     | serie 3: 1.36,0 (2e tijd)  |